# Fallen Haven
Fallen Haven è un videogioco per computer sviluppato da Micromeq e pubblicato da Interactive Magic, e pubblicato nel 1997. I sistemi operativi compatibili erano Windows 3.11, 95 e 98, ma è al momento disponibile sul portale GOG.com.

## Trama
L'intera storia prende piede sul pianeta di New Haven, una fiorente colonia umana che si trova a dover fronteggiare una flotta d'invasione aliena, noti come Taurani (Taurans, in lingua originale). Quattordici province sono già state soggiogate e tutti i contatti con l'odiata Marsusony-Laanson Corporation, in breve MLC, sono stati negati, nonostante solo la MLC possa garantire assistenza contro l'invasione. A metà del ventitreesimo secolo New Haven paga il prezzo delle ricognizioni della MLC proprio nel sistema dei Taurani. La missione di una sonda difettosa si è conclusa con l'autodistruzione della stessa. L'esplosione causò la distruzione completa di una base lunare Taurana, insieme ad un numero imprecisato di scienziati e personale della base, che si erano radunati per studiare la sonda.
Essendo l'unica in grado di fornire armi per una guerra dell'era spaziale alle varie colonie ed avamposti della Terra, la MLC adesso ripaga il popolo di New Haven, l'unico in grado di opporsi alla monopolistica corporazione, non portando alcuna assistenza alla colonia. New Haven può contare solo sulle tecnologie sviluppate da lei stessa e dalle armi prodotte direttamente sul pianeta. Saranno sufficienti a resistere ai Taurani?

## Modalità di gioco
Fallen Haven prevede due modalità, una strategica ed una tattica, entrambe a turni. Il giocatore dovrà accumulare e gestire le risorse, che sono energia, denaro e ricerca. Dovrà inoltre sviluppare la propria fazione per migliorare le capacità del proprio esercito e non solo. Il giocatore dovrà anche costruire le proprie unità, imbarcarle sui trasporti per muoverle verso un'altra regione. Sarà necessario anche costruire le proprie basi, fortificarle e posizionare la guarnigione.
Sono presenti tre fazioni, ma solo quella dei difensori di New Haven e dei Taurani sono disponibili, entrambi con dieci unità differenti. Generalmente le unità dei Taurani sono migliori di quelle che invece possiedono gli umani, nonostante sia possibile sviluppare delle migliorie per renderle più efficaci in combattimento. L'intero gioco è governabile con il solo ausilio del mouse.
Fallen Haven contiene due campagne differenti, tre livelli di difficoltà e oltre quindici scenari.

## Seguito
Nel 1998 vede l'uscita di un seguito, sviluppato nuovamente da Micromeq e prodotto da Interactive Magic, dal titolo completo: Liberation Day, che vede il ritorno della MLC sul pianeta di New Haven per liberarlo dal giogo alieno.